# Rancho Viejo, Texas
Rancho Viejo là một nơi ấn định cho điều tra dân số (CDP) thuộc quận Cameron, tiểu bang Texas, Hoa Kỳ. Năm 2010, dân số của nơi này là 228 người.

## Dân số
- Dân số năm 2000: 1754 người.
- Dân số năm 2010: 228 người.